# スタンザI
『スタンザⅠ』(スタンザいち、英語: StanzaⅠ) は武満徹が作曲した室内楽曲。1969年 (昭和44年) に作曲された。『スタンザⅠ』を丸ごと再利用して翌年『クロッシング』が作られている。

## 曲の概要
ギター、ヴィブラフォンと女声が使われていることや、ごく短く鋭い無調の動機が重層的にすばやく交錯する点が共通していることから、ブーレーズの『ル・マルトー・サン・メートル (主のない槌)』や『マラルメによる即興曲』を思わせる部分が散見される。特に『ル・マルトー・サン・メートル』との類似性はよく指摘される。
女声合唱の歌詞にはヴィトゲンシュタインの『論理哲学論考』からの一部 (「世界がいかにあるかが神秘なのではない、世界があるということ、それ自体が神秘なのだ」「世界がいかにあるか、ということは、より高次の存在にとっては全くどうでもよいことだ。神は世界の中に自己を顕現しない」) が用いられている。歌詞はドイツ語と英語が両方使われている。
高橋悠治の回顧では、当時ニューヨークに住んでいた高橋の家に武満が遊びに来た時、最近『論考』を読んでいるという話をしたところ、それが『スタンザⅠ』に用いられるきっかけになったと語っているが、実際は少し違っている。
武満の直話によると、『ノヴェンバー・ステップス』や『アステリズム』を書いていた1960年代末のアメリカではヴィトゲンシュタインが流行していて、それを知らないと知識人の話の中に入っていけないことがあったので、高橋悠治の家に遊びに行く以前から、『論考』の英訳本を買ってきて辞書を引きながら読んでいたという。わからない部分があると友人のジャスパー・ジョーンズに質問していたが、高橋悠治はこの種の本が好きでよく読んでいたので、家に遊びに行ったときに詳しく教えてもらったのが真相だという。
曲の最後で女声が短く語る「according to what?」というフレーズは『論考』とは無関係で、ジャスパー・ジョーンズの代表作のタイトルをそのまま使ったものである。ジョーンズの絵は当時評判になっていた作品で、武満によると、特に深い意味があって使ったのではなく、日付を入れるような軽い気持ちで入れただけだと言う。

## 編成
- ギター 1[5]
- ハープ 1[5]
- ピアノ 1[5]
- チェレスタ 1[5]
- ヴィブラフォン 1[5]
- 女声合唱[5]

## 初演
公開演奏による世界初演は、1971年 (昭和46年) 2月22日、日本現代音楽祭において。

## 演奏時間
約8分

## 出版
ウニフェルザル出版

## 録音
- ドイツ・グラモフォン DG 423 253-2、若杉弘 (指揮)・高橋悠治 (ピアノ・チェレスタ)、伊部晴美 (ギター)、永廻万里（(ハープ)、安倍圭子 (ヴィブラフォン)、長野羊奈子 (メゾ・ソプラノ)、1969年9月、東京・ポリドールスタジオNo.2で録音
- 武満徹 響きの海 室内楽全集 1、キングレコード、佐藤紀雄 (ギター)、藤井一興 (ピアノ、チェレスタ)、木村茉莉 (ハープ)、吉原すみれ (ヴィブラフォン)、中川共 (ソプラノ)、2002年4月11日、東京オペラシティリサイタルホール武満徹 全室内楽曲連続演奏会 響きの海・Ⅰ (ライブ録音)